# Pabellón Pancho Camurria
El Pabellón de Deportes Pancho Camurria es un pabellón deportivo ubicado en el barrio de Buenos Aires de la ciudad de Santa Cruz de Tenerife (Islas Canarias, España).
Fue creado principalmente como terreno de Lucha Canaria, pero también para patinaje (Hockey sobre patines). Es considerado como el principal terreno de Lucha Canaria del Archipiélago Canario.